# Wappen der Kurpfalz

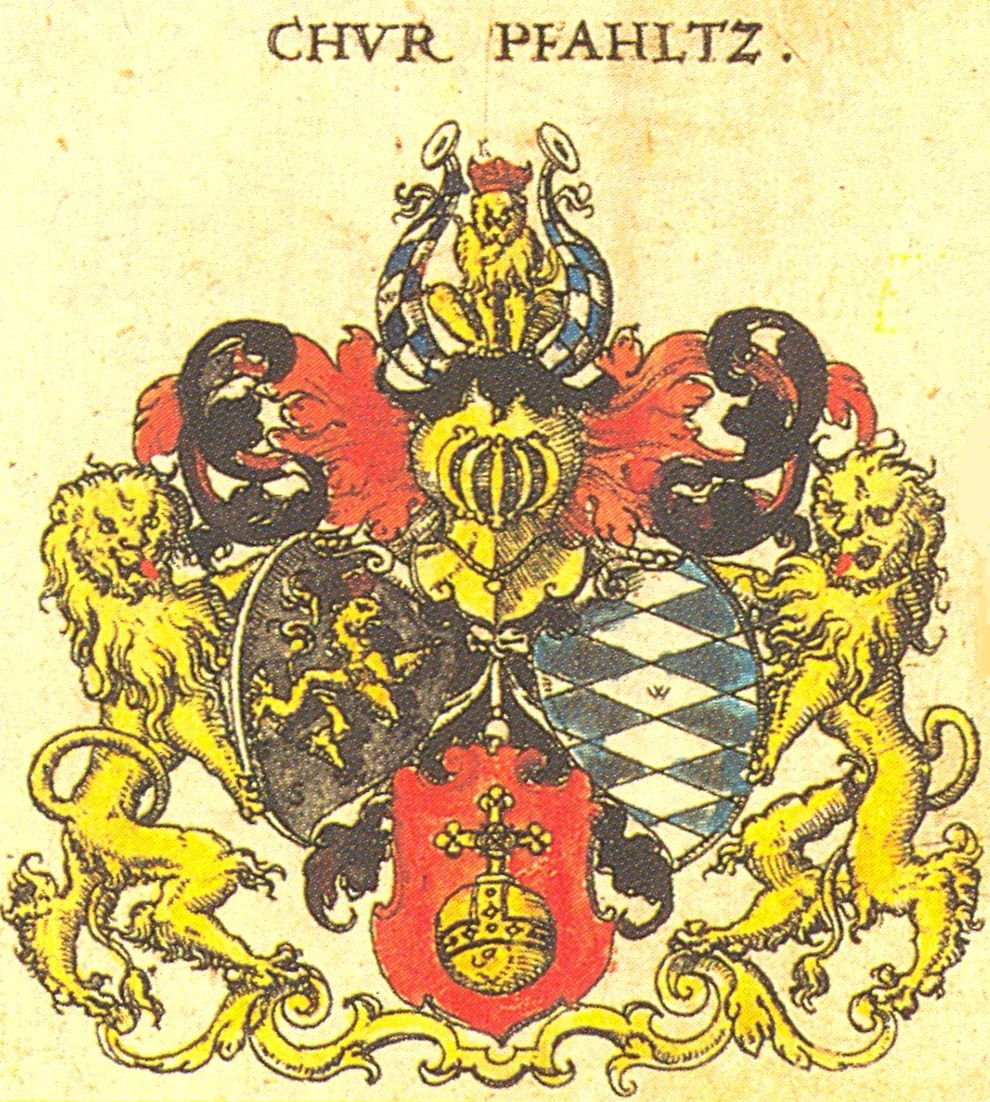
Siebmachers Wappenbuch 1605:
1: In Schwarz ein goldener rotgekrönter Löwe, linksgewendet.
2: in Rot ein goldener Reichsapfel.
3: Von Silber und Blau schräggeweckt.
Auf dem Helm ein sitzender goldener rotgekrönter Löwe zwischen 2 silber-blau schräggeweckten Büffelhörnern.
Schildhalter: 2 goldene rotbezungte Löwen

Das Wappen der Kurpfalz geht auf das 13. Jahrhundert zurück. Es wurde von den Pfalzgrafen bei Rhein bzw. den Kurfürsten der Pfalz, den Wittelsbachern, bis zur Auflösung der Kurpfalz Anfang des 19. Jahrhunderts geführt.
Das Wappen erfuhr durch territoriale und Rangänderungen im Laufe der Zeit mehrere Änderungen und findet sich noch heute an alten Schlössern oder Kirchen. Auch die Gestaltung vieler Gemeindewappen erinnert mit den silber-blauen Rauten oder dem goldenen Pfälzer Löwen an die frühere Zugehörigkeit zur Kurpfalz.

## Löwe

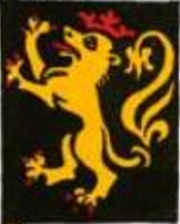
Zürcher Wappenrolle 14. Jahrhundert

1214 wurde die Pfalzgrafschaft bei Rhein an den Wittelsbacher Otto II. übertragen. 1228 wurde er volljährig und übernahm die Regierungsgeschäfte. Ein Jahr später, 1229, führte er ein neues Wappen ein, den Löwen. Den Löwen hatten bereits die Welfen geführt, die vor den Wittelsbachern das Pfalzgrafenamt ausübten, und davor hatte schon der Staufer Konrad (1156–1195) Münzen mit dem Löwen prägen lassen. Für diese Herleitung sprechen auch die Farben der Hohenstaufen Gold und Schwarz. In Konrad von Mures Werk Clipearius Teutonicorum, das in der Mitte des 13. Jahrhunderts entstand, lässt sich erstmals die Tingierung des pfälzischen Wappen nachweisen: in Schwarz ein goldener Löwe.
Im Wappen Ottos II. war der Löwe zuerst noch ungekrönt, schon bald wurde er aber mit Krone dargestellt. Die Krone verweist vielleicht auf das Amt des Vorsitzenden des Fürstengerichts sowie das Reichsvikaramt, das der Pfalzgraf ausübte, wenn der Königsthron vakant war. Die rote Farbe der Krone im Wappen lässt sich erstmals in der Zürcher Wappenrolle in der ersten Hälfte des 14. Jahrhunderts nachweisen.

## Wecken
Ab 1231 war Otto II. auch Herzog in Bayern. Das schräggeweckte Schild stammt ursprünglich von den Grafen von Bogen. Nachdem sie in der Manneslinie ausstarben, fielen ihre Besitztümer 1242 an den Herzog von Bayern. Nachweislich 1247 führte erstmals der Sohn Ottos II., Ludwig II., die Wecken. Auch sein Bruder Heinrich XIII. benutzte 1253 den neuen Schild, also noch vor der bayerischen Landesteilung von 1255.
Die Farben Silber und Blau lassen sich erstmals im Armorial Wijnbergen, einer französischen Wappensammlung von 1270/85, nachweisen. Im Jahr 1462 wurde die Zahl der Rauten auf 21 festgelegt. Doch in den Wappendarstellungen wurde auch danach oft davon abgewichen.

## Wittelsbacher

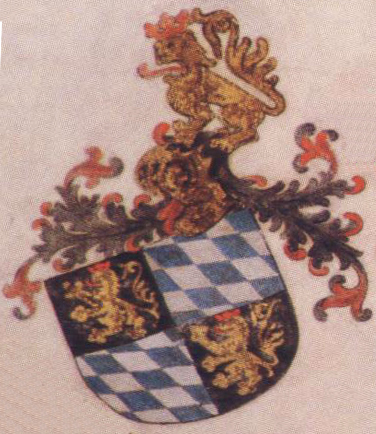
Wappen Ludwigs III. in der Neustädter Stiftskirche 1420

Die Wittelsbacher führten nun entweder den Löwen- oder den Weckenschild, ohne dass sich eine Regel erkennen lässt. Beide nebeneinander erscheinen 1271 bei Heinrich XIII., Herzog von Niederbayern und 1289 bei Pfalzgraf Ludwig II. In einem Schild vereinigt finden sich die beiden Wappen 1275 in einem Siegel von Neustadt an der Haardt, bei den Pfalzgrafen und Herzögen lässt sich dies aber zunächst nicht beobachten. Ebenso wenig ist eine Bevorzugung eines der beiden Wappen bei den verschiedenen Linien der Wittelsbacher festzustellen, auch nicht nach der endgültigen Aufspaltung in einen pfälzischen und einen bayerischen Zweig 1329.
Ruprecht I. führte dann noch bevor er Kurfürst der Pfalz wurde, also vor 1353, das quadrierte Wappen ein, wobei die höherrangigen Felder 1 und 4 dem Löwen vorbehalten waren. Alle anderen Wittelsbacherlinien übernahmen allmählich diese Form.

## Kurpfalz

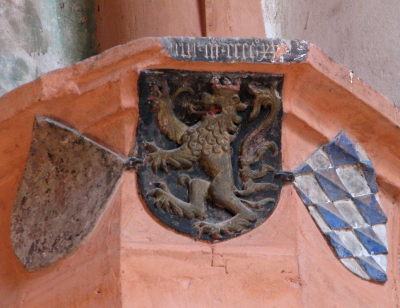
Wappen in der Heidelberger Heiliggeistkirche um 1415

Mit Kurfürst Ruprecht III. begann Ende des 14. Jahrhunderts die Sonderentwicklung des pfälzischen Wappens. Zugefügt wurde nun ein lediger roter Schild, der sogenannte Regalienschild. Die Bedeutung ist nicht sicher geklärt, vermutlich aber verweist er auf die Sonderrolle, die der pfälzische Kurfürst als Reichsvikar ausübte. Dieser Rang war endgültig bereits in der Goldenen Bulle 1356 festgeschrieben worden und 1394 übernahm Ruprecht II. während der Gefangenschaft von König Wenzel die Reichsverweserschaft. Doch 1396 ernannte Wenzel seinen Bruder Sigismund zum Reichsvikar auf Lebenszeit. Vermutlich um seinen Anspruch zu demonstrieren, führte deswegen Ruprecht II. den Regalienschild. Seit Ludwig III. wurden der Löwen-, der Wecken- und der Regalienschild entweder nebeneinander oder 2:1 gestellt geführt, wobei der rote Schild immer an der dritten Stelle in der Rangfolge stand.

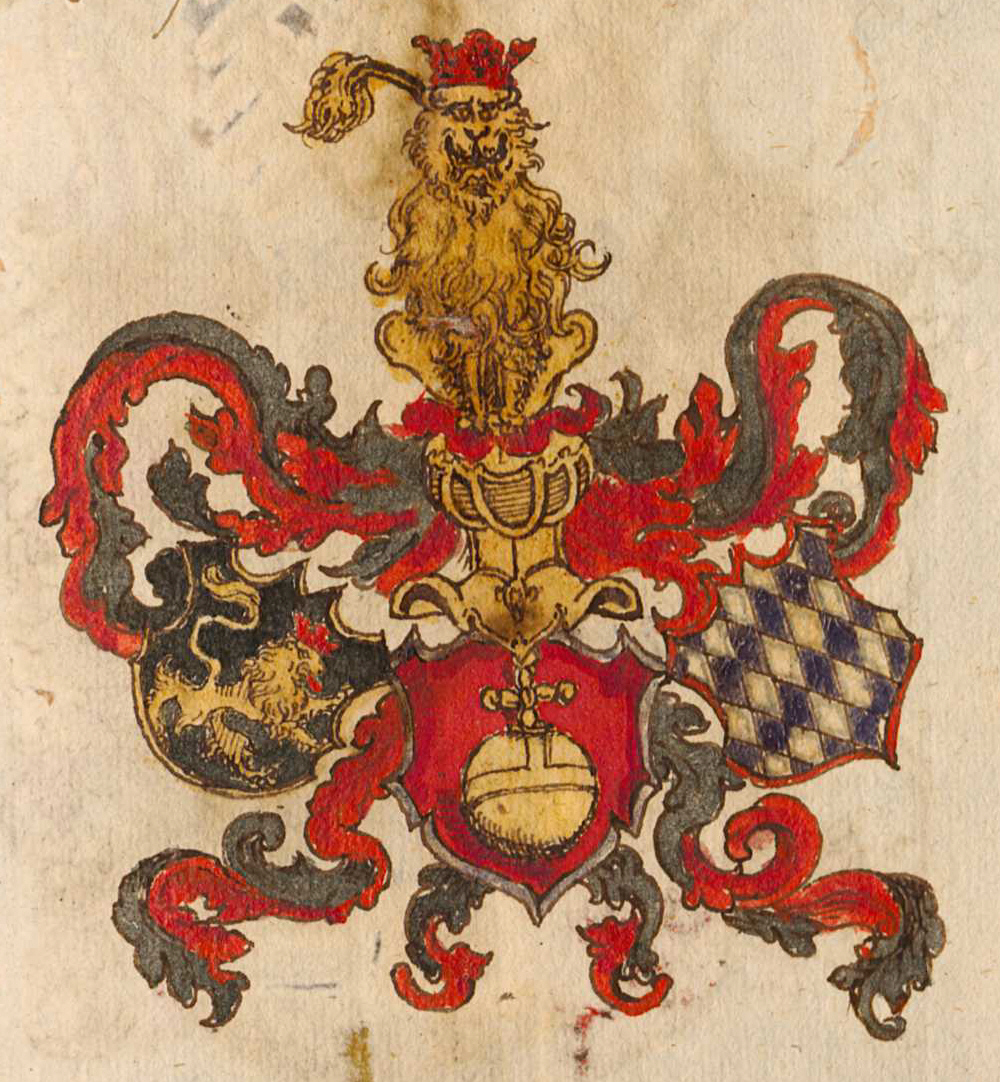
Wappen Friedrichs IV. 1594

1544 wurde dank der Erlaubnis von Kaiser Karl V. der Regalienschild ersetzt mit dem Symbol der Erztruchsessenwürde, dem goldenen Reichsapfel in rotem Feld. Die Herrscher von Sachsen und Mark Brandenburg verwiesen bereits seit 1371 bzw. 1466 in ihren Wappen auf ihre Erzämter. Die pfälzischen Kurfürsten führten dieses neue Feld meist an erster Stelle im Wappen, auch fand nun oft eine Vereinigung mit dem Löwen und den Wecken in einem Schild statt, entweder als Herzschild auf dem quadrierten Wappen oder, seit Ottheinrich, eingeschoben im gespaltenen Schild.
Erst im 16. Jahrhundert setzte sich die Symbolisierung des Löwen für die Pfalz und der Wecken für Bayern langsam durch. Dies äußerte sich darin, dass im quadrierten Wappen der Pfalz der Löwe in den ranghöheren Feldern 1 und 4 geführt wurde, in Bayern entsprechend umgekehrt.

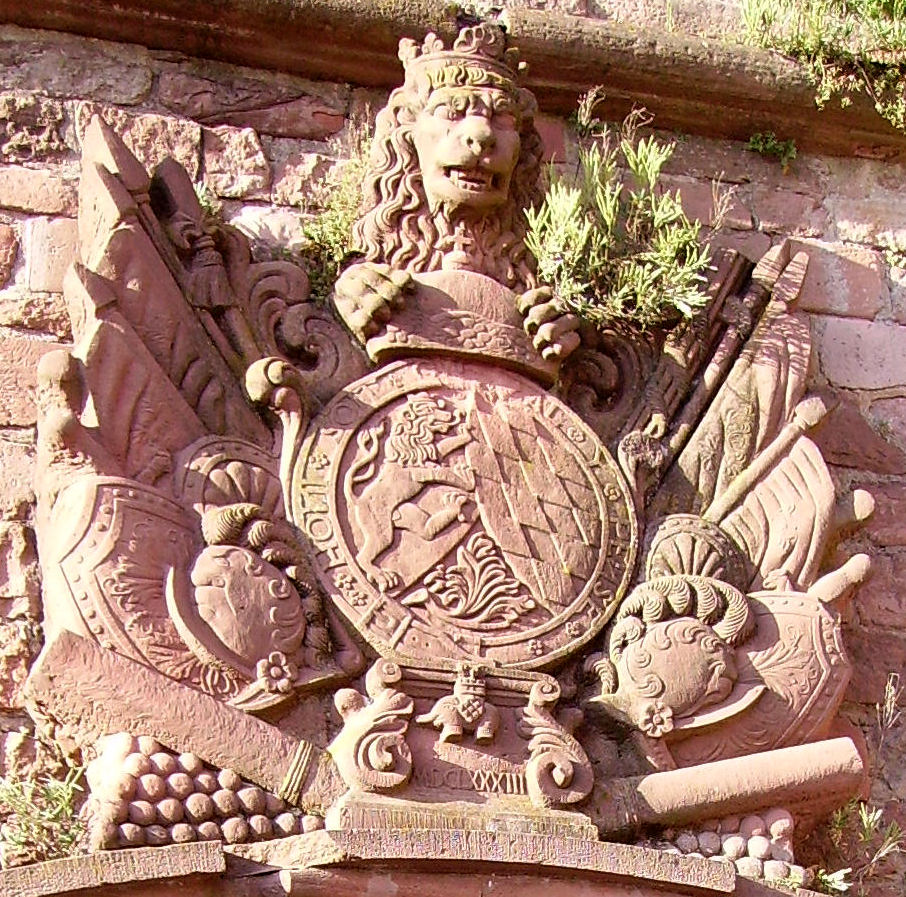
Wappen Karls II. am Heidelberger Schloss 1683

Im Dreißigjährigen Krieg verlor Friedrich V. 1623 die Kurwürde und damit auch den Erztruchsessenschild an Maximilian I. von Bayern. Sowohl Friedrich V. als auch sein Sohn Karl I. Ludwig führten jedoch weiter den Reichsapfel, um ihren Anspruch zu demonstrieren. Im Westfälischen Frieden 1648 wurde entschieden, dass Bayern die Kurwürde des Erztruchsessenamts behalten durfte. Für die Pfalz wurde als Ausgleich eine neue, achte Kurwürde geschaffen, die mit dem Amt des Erzschatzmeisters verbunden war. Als Symbol war die Reichskrone vorgesehen, die jedoch nie geführt wurde. Stattdessen kehrte man aus Protest zum ledigen roten Schild zurück, der nun als Wartschild den Anspruch auf den verlorengegangenen Reichsapfel demonstrieren sollte.
1685 starb die Linie Pfalz-Simmern aus und in der Kurwürde folgte die Linie Pfalz-Neuburg. Diese hatten in der Vergangenheit Ansprüche auf mehrere Ländereien angemeldet und ihr Wappen entsprechend gemehrt. Der neue Kurfürst Philipp Wilhelm brachte sein Sammelwappen ein, so dass das neue kurpfälzische Wappen nun neun Felder sowie den Herzschild hatte: Pfalz, Bayern, Jülich (in Gold ein schwarzer Löwe), Kleve (in Rot ein goldenes Glevenrad), Berg (in Silber ein roter Löwe), Veldenz (in Silber ein blauer Löwe), Mark (in Gold ein silber-rot in 3 Reihen geschachter Balken), Ravensberg (in Silber 3 rote Sparren) und Moers (in Gold ein schwarzer Balken).
Während des spanischen Erbfolgekriegs wurde der bayerische Kurfürst in die Reichsacht erklärt. Johann Wilhelm erhielt die alte pfälzische Kur mit dem Reichstruchsessenamt zurück und führte ab 1708 wieder den Reichsapfel im Wappen. Im Rastatter Friede 1714 erhielt Bayern aber den Rang zurück. Johann Wilhelm und auch sein Bruder Carl Philipp weigerten sich zwar zunächst das Amtswappen aufzugeben, 1718 schließlich musste sich Carl Philipp jedoch fügen und kehrte zum Wartschild zurück.

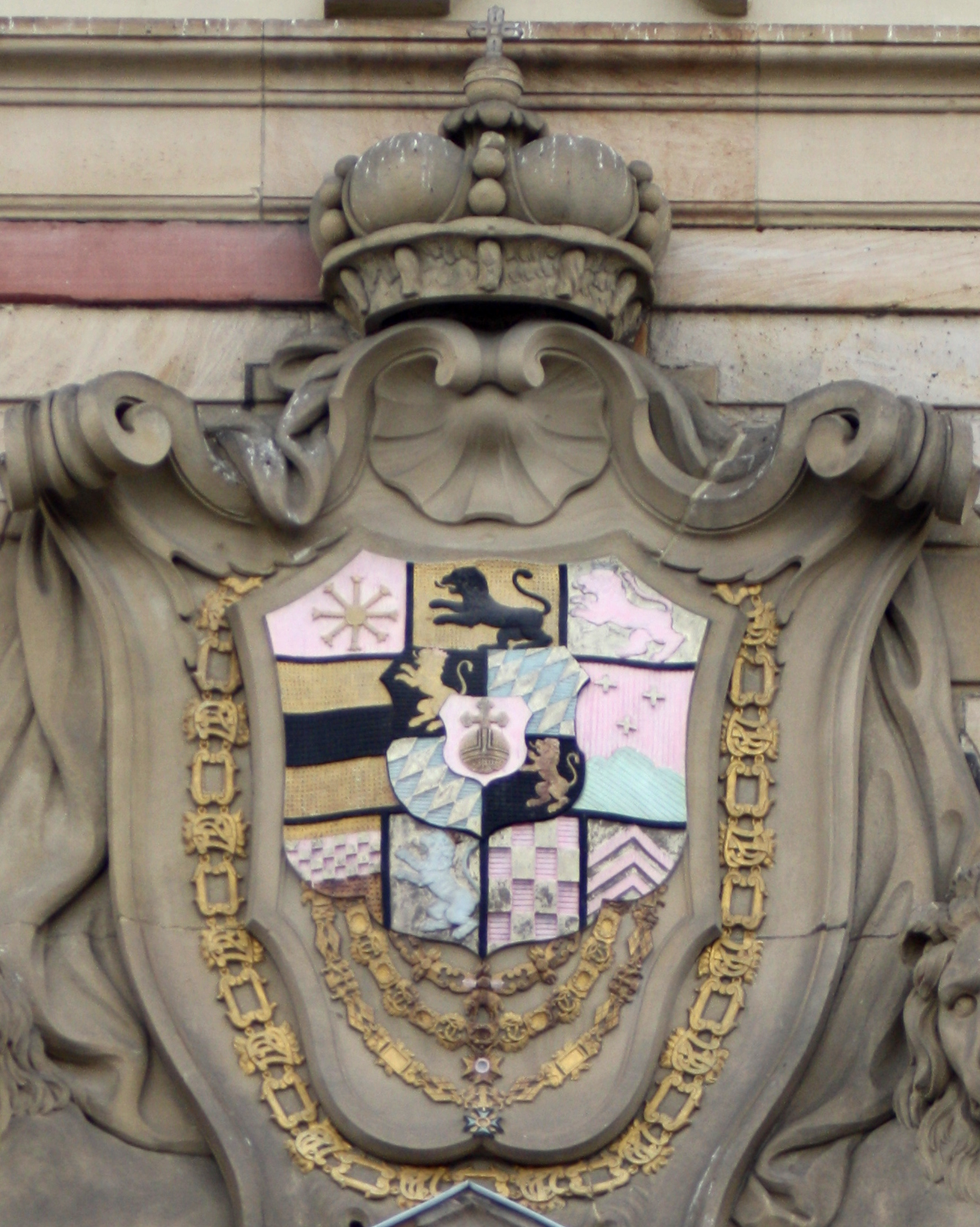
Wappen Carl Theodors am Mannheimer Zeughaus 1779

Mit seinem Tod 1742 starb die Linie Pfalz-Neuburg aus und es folgte mit Carl Theodor die Linie Pfalz-Sulzbach. Er hatte von seiner Mutter den Anspruch auf Bergen op Zoom (in Rot über grünem Dreiberg 3 silberne Schragen) geerbt und erweiterte daher 1744 das kurpfälzische Wappen. 1777 erbte er auch Bayern, womit sich der alte Streit um den Reichsapfel erledigte. Außerdem wurde der Anspruch auf Sponheim (rot-silber geschacht) in das kurpfalz-bayerische Wappen mitaufgenommen, was wohl mit der Sponheimer Teilung 1776 zusammenhängt.
Nach Carl Theodors Tod folgte mit Maximilian Joseph die Linie Pfalz-Birkenfeld auf dem kurpfalz-bayerischen Thron. Der letzte Kurfürst erweiterte das Wappen um Rappoltstein (in Silber 3 rote Schildchen) und Hohenack (in Silber 3 goldgekrönte schwarze Rabenköpfe).

## Oberwappen

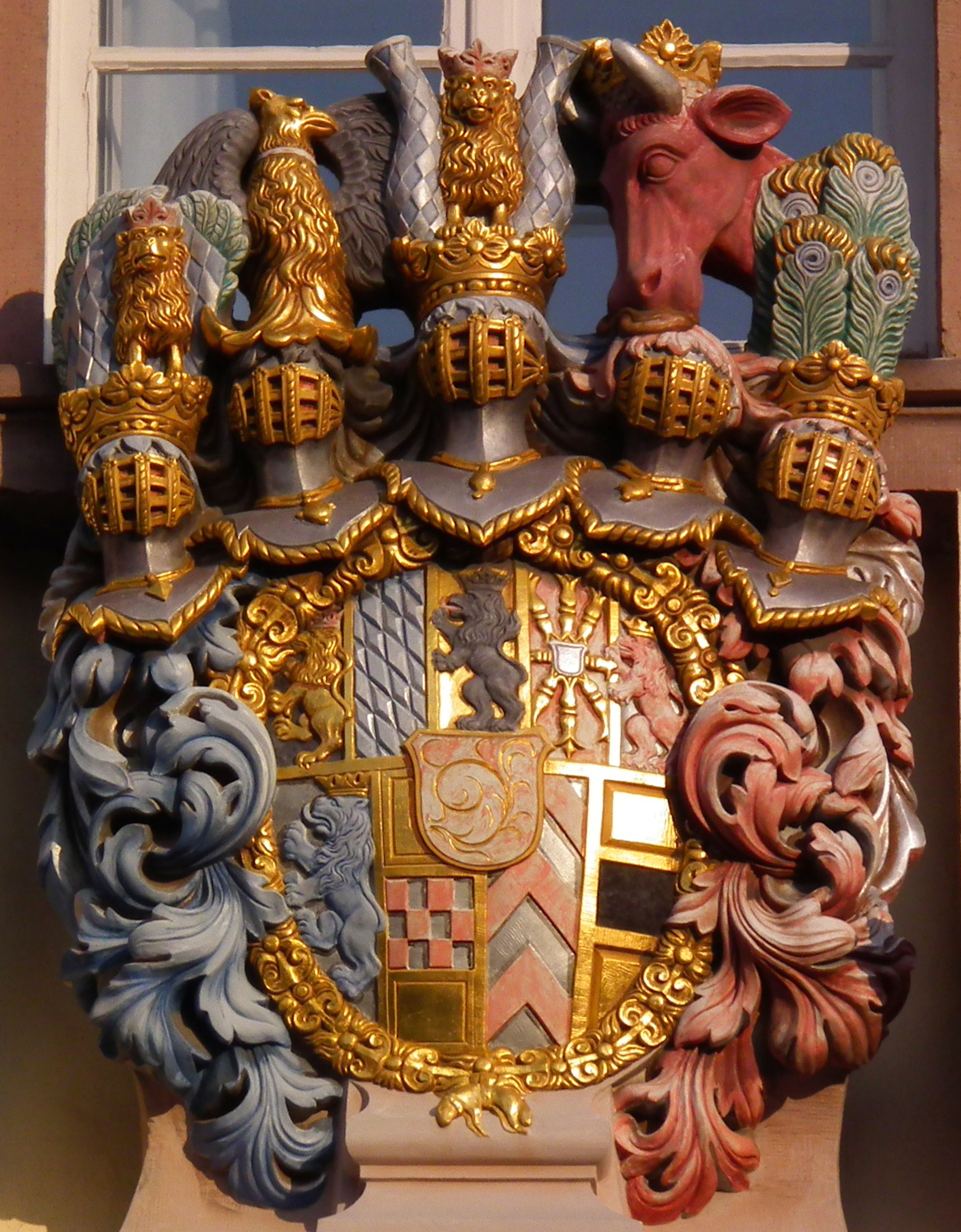
Wappen am Heidelberger Rathaus um 1705. Helmzier v. l. n. r.: Löwe mit Flug (Bayern), Greif (Jülich), Löwe mit Büffelhörnern (Pfalz), Rinderkopf (Kleve-Mark), Pfauenstoß (Berg).

Das Oberwappen erfuhr ähnlich der Entwicklung des Schildes im Laufe der Zeit mehrfach Änderungen. Zu Beginn ähneln sich auch die Darstellungen der pfälzischen und der bayerischen Wittelsbacher. Die erste Helmzier ist aus dem Jahr 1256 bekannt, sie bestand aus zwei mit Lindenstäben besteckten Büffelhörnern. Daneben taucht seit 1314 als Helmzier der gekrönte sitzende Löwe auf, bei den Pfälzern erstmals mit Ruprecht I. Löwe und Hörner gemeinsam gibt es seit 1358, auch hierbei folgten die Pfälzer erst später mit Friedrich I.
Zu diesen Darstellungen in Konkurrenz trat in der bayerischen Linie ab dem 14. Jahrhundert der gerautete Flug, zunächst allein, dann in Kombination mit dem Löwen. Diese Entwicklung lässt sich in der Pfalz nicht beobachten. Im 16. Jahrhundert setzte in Deutschland eine Vereinfachung der Oberwappen ein, in der Kurpfalz wurde nun vor allem der Kurhut gewählt.